# Ana Silva
Ana Silva es una doctora e investigadora uruguaya que trabaja en el área de Ciencias Biológicas.

## Formación
La investigadora se graduó de la Facultad de Medicina de la Universidad de la República (UdelaR) en Uruguay en el año de 1989 obteniendo su grado de Doctora en Medicina, en 1990 obtuvo el grado de Magister en Ciencias Biológicas con Opción en Neurociencias y en el año 2002 obtuvo su doctorado en Ciencias Biológicas, ambos en el Programa de Desarrollo de las Ciencias Básicas (PEDECIBA) de la Universidad de la República en Uruguay. Actualmente trabaja en neurociencias comportamentales en la Facultad de Ciencias de la Udelar y es miembro de la Academia Nacional de Ciencias del Uruguay.

## Grados
- Profesora Titular (Grado 5, DT) del Laboratorio de Neurociencias, Sección Biomatemática del Departamento de Biología Celular y Molecular, Facultad de Ciencias, UdelaR.
- Investigadora Asociada Responsable de la Unidad Bases Neurales de la Conducta del Departamento Neurofisiología del Instituto de Investigaciones Biológicas Clemente Estable.
- Investigador Nivel II, Sistema Nacional de Investigadores, Agencia Nacional de Investigación e Innovación
- Investigador Activo (Grado 4) del PEDECIBA (Subárea Neurociencias, Área Biología).

## Líneas de investigación
- La revolución estrogénica de la agresión

Participantes: Ana Silva, Laura Quintana, Bettina Tassino, Carlos Passos, Lucía Zubizarreta, Rossana Perrone, Federico Reyes, José Sotelo-Silveira, Ivanna Tomasco, Andrés Abin, Manuel Minteguiaga
Fuentes de financiación: FCE_2015_ANII
- Evaluación de la relación entre el estrés y la reproducción en un modelo ventajoso: los peces anuales

Participantes: Ana Silva, Bettina Tassino, Carlos Passos, Laura Quintana, Lucía Zubizarreta, Federico Reyes, Cecilia Jalabert, Sol De Giacomi
Fuentes de financiación: CSIC_I+D_2014_345
- Bases hormonales de la agresión territorial no reproductiva

Participantes: Ana Silva, Laura Quintana, Lucía Zubizarreta, Rossana Perrone, Cecilia Jalabert, Paula Pouso, Paula Pessina, Mariana Meerhoff, Franco Texeira
Fuentes de financiación: FCE_2012_6180. Modalidad I, ANII
- Ritmos biológicos desafiados por las condiciones ambientales antárticas

Participantes: Ana Silva, Bettina Tassino, Rosa Levandovski, Noelia Santana, Stephany Horta
Fuentes de financiación: Facultad de Ciencias, UdelaR / Hospital de Clínicas, UFRGS
- Mecanismos neuroendócrinos de la conversión agresión-violencia por contexto

Participantes: Ana Silva, Rossana Perrone, Lucía Zubizarreta, Federico Pedraja
Fuentes de financiación: DT, UdelaR / PEDECIBA

## Publicaciones relevantes

### Artículos
- Extra-gonadal steroids modulate non-breeding territorial aggression in weakly electric fish. [1]

Cecilia Jalabert, Paula Pessina, Laura Quintana, Ana Silva. Hormones & Behavior (2015) 72: 60-67.
- The secretogranin-II derived peptide secretoneurin modulates electric behavior in the weakly pulse type electric fish, Brachyhypopomus gauderio [2]

Paula Pouso, Laura Quintana. Gabriela López, Gustavo Somoza, Ana Silva, Vance Trudeau. General and Comparative Endocrinology (2015) 222:158-166.
- Aggression levels affect social interaction in the non-breeding territorial aggression of the weakly electric fish, Gymnotus omarorum.[3]

Lucía Zubizarreta, Philip Stoddard, Ana Silva. Ethology (2015) 121: 8-16.
- Local vasotocin modulation of the pacemaker nucleus resembles distinct electric behaviors in two species of weakly electric fish.[4]

Rossana Perrone, Adriana, Migliaro, Virginia Comas, Laura Quintana, Michel Borde, Ana Silva. Journal of Physiology Paris (2014) 108: 203-212.
- Neuromodulation of the agonistic behavior in two species of weakly electric fish that display different types of aggression[5]

Ana Silva, Rossana Perrone, Lucía Zubizarreta, Gervasio Batista, Philip K Stoddard. The Journal of Experimental Biology (2013) 216: 2412-2320.
- Signal modulation as a mechanism for handicap disposal.[6]

Sat Gavassa, Ana Silva, Emmanuel González, Philip K Stoddard. Animal Behaviour (2012) 83, 935-944.
- Differential serotonergic modulation of two types of aggression in weakly electric fish.[7]

Lucía Zubizarreta, Rossana Perrone, Philip K Stoddard, Gustavo Costa, Ana Silva. Frontiers in Behavioral Neuroscience (2012) doi: 10.3389/fnbeh.2012.00077.